# Theta Leporis
Theta Leporis (18 Leporis) é uma estrela na direção da constelação de Lepus. Possui uma ascensão reta de 06h 06m 09.33s e uma declinação de −14° 56′ 07.0″. Sua magnitude aparente é igual a 4.67. Considerando sua distância de 170 anos-luz em relação à Terra, sua magnitude absoluta é igual a 1.08. Pertence à classe espectral A0V.